# Chrysodeixis eriosoma
Chrysodeixis eriosoma is een vlinder uit de familie uilen (Noctuidae). De wetenschappelijke naam van deze soort is voor het eerst geldig gepubliceerd in 1843 door Doubleday.
De soort komt voor in tropisch Afrika.